# Satz von Erdös-Suranyi
Der Satz von Erdős-Suranyi ist ein mathematischer Satz der Zahlentheorie mit folgender Aussage:
Jede ganze Zahl {\displaystyle n} kann auf unendlich viele Arten in der folgenden Form geschrieben werden:
{\displaystyle n=\sum _{k=1}^{N}{a_{k}k^{2}}\quad {\rm {mit}}\quad a_{k}\in \{1,-1\}}
Der Name stammt von den beiden ungarischen Mathematikern Paul Erdős und János Surányi.

## Beispiele
- Sei {\displaystyle n=2}. Dann gilt:

{\displaystyle 2=1^{2}-2^{2}+3^{2}-4^{2}+5^{2}+6^{2}-7^{2}}
- Sei {\displaystyle n=9}. Dann gilt:

{\displaystyle {\begin{array}{rcl}9&=&1^{2}+2^{2}+3^{2}-4^{2}-5^{2}+6^{2}\\&=&1^{2}+2^{2}-3^{2}-4^{2}+5^{2}+6^{2}-7^{2}-8^{2}+9^{2}\\&=&1^{2}+2^{2}-3^{2}-4^{2}+5^{2}+6^{2}-7^{2}-8^{2}+9^{2}+10^{2}-11^{2}-12^{2}+13^{2}-14^{2}+15^{2}+16^{2}-17^{2}\\&=&\ldots \end{array}}}

## Algorithmus
In diesem Abschnitt wird ein Algorithmus vorgestellt, wie man unendlich viele solche Darstellungen für eine ganze Zahl {\displaystyle n} erhält.
Es gilt:
{\displaystyle {\begin{array}{rcl}m^{2}-(m+1)^{2}-(m+2)^{2}+(m+3)^{2}&=&m^{2}-(m^{2}+2m+1)-(m^{2}+4m+4)+(m^{2}+6m+9)\\&=&m^{2}-m^{2}-2m-1-m^{2}-4m-4+m^{2}+6m+9\\&=&-1-4+9\\&=&4\end{array}}}
Dieser Term ist also unabhängig von {\displaystyle m} und hat immer den Wert {\displaystyle 4}.
Somit hat man unendlich viele Möglichkeiten, {\displaystyle n=4} in der gewünschten Form darzustellen, zum Beispiel:
{\displaystyle {\begin{array}{rcl}4&=&1^{2}-2^{2}-3^{2}+4^{2}\\&=&4+4-4\\&=&(1^{2}-2^{2}-3^{2}+4^{2})+(5^{2}-6^{2}-7^{2}+8^{2})-(9^{2}-10^{2}-11^{2}+12^{2})\\&=&1^{2}-2^{2}-3^{2}+4^{2}+5^{2}-6^{2}-7^{2}+8^{2}-9^{2}+10^{2}+11^{2}-12^{2}\\&=&4+4-4-4+4\\&=&\ldots \\\end{array}}}
Auch für alle Vielfachen von {\displaystyle 4} erhält man so unendlich viele Darstellungsmöglichkeiten, zum Beispiel für {\displaystyle n=12}:
{\displaystyle {\begin{array}{rcl}12&=&3\cdot 4\\&=&4+4+4\\&=&(1^{2}-2^{2}-3^{2}+4^{2})+(5^{2}-6^{2}-7^{2}+8^{2})+(9^{2}-10^{2}-11^{2}+12^{2})\\&=&1^{2}-2^{2}-3^{2}+4^{2}+5^{2}-6^{2}-7^{2}+8^{2}+9^{2}-10^{2}-11^{2}+12^{2}\\&=&4+4+4-4+4\\&=&\ldots \end{array}}}
Etwas problematischer wird es, wenn man {\displaystyle n} betrachtet, die keine Vielfachen von {\displaystyle 4} sind und von der man eine obige Darstellung haben will. Teilt man diese Zahl durch {\displaystyle 4}, so ergibt sich einer von vier Resten, nämlich {\displaystyle 0,1,2} oder {\displaystyle 3}. Für diese vier möglichen Reste betrachte man die Modulo-4-Zerlegungen:
{\displaystyle {\begin{array}{rcl}0&=&{\rm {leere}}\;{\rm {Summe}}\\1&=&1^{2}\\2&\equiv &\pm (1^{2}\pm 2^{2}+3^{2}){\pmod {4}}\\3&=&-1^{2}+4\equiv -1^{2}{\pmod {4}}\end{array}}}
Für jedes {\displaystyle n} kann man die Zerlegung wie folgt beginnen:
{\displaystyle n=\sum _{k=1}^{N}{a_{k}k^{2}}+4q}
Alle Terme {\displaystyle N,k} und {\displaystyle q} hängen erstens vom Rest {\displaystyle r} ab, der entsteht, wenn man diese Zahl {\displaystyle n} durch {\displaystyle 4} dividiert (siehe Division mit Rest) und zweitens von der Wahl einer Zerlegung von {\displaystyle r} modulo {\displaystyle 4}. Dann ersetzt man {\displaystyle 4q=\pm 4|q|} (dabei ist mit {\displaystyle |q|} der Betrag der Zahl {\displaystyle q} gemeint) durch {\displaystyle |q|} aufeinanderfolgende Zerlegungen von {\displaystyle \pm 4=\pm (m^{2}-(m+1)^{2}-(m+2)^{2}+(m+3)^{2})}, beginnend mit {\displaystyle m=N+1}. Aus einer Zerlegung von {\displaystyle n} kann man eine immer längere konstruieren, indem man auf ähnliche Weise zwei aufeinanderfolgende Zerlegungen von {\displaystyle 4} und {\displaystyle -4} hinzufügt.

### Beispiele
- Sei {\displaystyle n=9}. Dividiert man {\displaystyle n=9} durch {\displaystyle 4}, so erhält man den Rest {\displaystyle r=1}. Es ist also {\displaystyle 9=1+4\cdot 2}, somit ist {\displaystyle 9\equiv 1{\pmod {4}}} und folglich ist {\displaystyle r=1} und {\displaystyle q=2}. Es gilt:

{\displaystyle {\begin{array}{rcl}9&=&1+4\cdot 2\\&=&1^{2}+4+4\\&=&1^{2}+(2^{2}-3^{2}-4^{2}+5^{2})+(6^{2}-7^{2}-8^{2}+9^{2})\\&=&1^{2}+2^{2}-3^{2}-4^{2}+5^{2}+6^{2}-7^{2}-8^{2}+9^{2}\\&=&1^{2}+4+4+4-4\\&=&1^{2}+(2^{2}-3^{2}-4^{2}+5^{2})+(6^{2}-7^{2}-8^{2}+9^{2})+(10^{2}-11^{2}-12^{2}+13^{2})-(14^{2}-15^{2}-16^{2}+17^{2})\\&=&\ldots \end{array}}}
Leider führt dieser Algorithmus nicht unbedingt zur kürzest möglichen Darstellung der Zahl {\displaystyle n}, wie schon im obigen Beispiel gezeigt wurde:
{\displaystyle 9=1^{2}+2^{2}+3^{2}-4^{2}-5^{2}+6^{2}}
Es ist also dieser Algorithmus, wenn man seine Länge betrachtet, nicht optimal.
- Sei {\displaystyle n=14}. Es ist {\displaystyle 14=2+4\cdot 3} und somit {\displaystyle 14\equiv 2{\pmod {4}}}. Also ist {\displaystyle r=2} und {\displaystyle q=3}. Es gilt:

{\displaystyle {\begin{array}{rcl}14&=&2+4\cdot 3\\&=&6+4\cdot 2\\&=&(1^{2}-2^{2}+3^{2})+4+4\\&=&1^{2}-2^{2}+3^{2}+(4^{2}-5^{2}-6^{2}+7^{2})+(8^{2}-9^{2}-10^{2}+11^{2})\\&=&1^{2}-2^{2}+3^{2}+4^{2}-5^{2}-6^{2}+7^{2}+8^{2}-9^{2}-10^{2}+11^{2}\\&=&\ldots \end{array}}}
Die kürzeste Variante, die man aber mit diesem Algorithmus allerdings nicht bekommt, wäre {\displaystyle 14=1^{2}+2^{2}+3^{2}}.
- Sei {\displaystyle n=19}. Es ist {\displaystyle 19=3+4\cdot 4} und somit {\displaystyle 19\equiv 3{\pmod {4}}}. Also ist {\displaystyle r=3} und {\displaystyle q=4}. Es gilt:

{\displaystyle {\begin{array}{rcl}19&=&3+4\cdot 4\\&=&-1^{2}+4\cdot 5\\&=&-1^{2}+4+4+4+4+4\\&=&-1^{2}+(2^{2}-3^{2}-4^{2}+5^{2})+(6^{2}-7^{2}-8^{2}+9^{2})+(10^{2}-11^{2}-12^{2}+13^{2})+(14^{2}-15^{2}-16^{2}+17^{2})+(18^{2}-19^{2}-20^{2}+21^{2})\\&=&-1^{2}+2^{2}-3^{2}-4^{2}+5^{2}+6^{2}-7^{2}-8^{2}+9^{2}+10^{2}-11^{2}-12^{2}+13^{2}+14^{2}-15^{2}-16^{2}+17^{2}+18^{2}-19^{2}-20^{2}+21^{2}\\&=&\ldots \end{array}}}
Die kürzeste Variante, die man aber mit diesem Algorithmus allerdings nicht bekommt, wäre {\displaystyle 19=1^{2}+2^{2}+3^{2}+4^{2}+5^{2}-6^{2}}.

## Verallgemeinerung
Obige Darstellung von {\displaystyle n} kann verallgemeinert werden, indem man den Exponenten {\displaystyle 2} durch einen beliebigen positiven Exponenten {\displaystyle p} ersetzt. Es gilt also:
Jede ganze Zahl {\displaystyle n} kann auf unendlich viele Arten in der folgenden Form geschrieben werden:
{\displaystyle n=\sum _{k=1}^{N}{a_{k}k^{p}}\quad {\rm {mit}}\quad a_{k}\in \{1,-1\}}
Diesen Satz konnte der Mathematiker Bleicher beweisen.

### Beispiele
- Sei der Exponent {\displaystyle p=3}:

{\displaystyle 3=1^{3}-2^{3}+3^{3}+4^{3}+5^{3}+6^{3}-7^{3}+8^{3}-9^{3}+10^{3}-11^{3}-12^{3}+13^{3}}
- Sei der Exponent {\displaystyle p=4}:

{\displaystyle 2=-1^{4}+2^{4}+3^{4}-4^{4}+5^{4}+6^{4}-7^{4}+8^{4}+9^{4}-10^{4}-11^{4}+12^{4}+13^{4}+14^{4}+15^{4}-16^{4}-17^{4}-18^{4}+19^{4}}

## Weitere Verallgemeinerung
Sei {\displaystyle f(k)} ein ganzzahliges Polynom (also ein Polynom, dessen Funktionswerte {\displaystyle f(k)} immer ganze Zahlen sind, solange man ganze Zahlen einsetzt) und dessen Koeffizienten nicht alle durch eine ganze Zahl {\displaystyle d>1} teilbar sind.
Obige Darstellung von {\displaystyle n} kann noch weiter verallgemeinert werden, indem man {\displaystyle k^{p}} durch so ein beliebiges ganzzahliges Polynom {\displaystyle f(k)} der soeben angegebenen Form ersetzt. Es gilt somit:
Jede ganze Zahl {\displaystyle n} kann auf unendlich viele Arten in der folgenden Form geschrieben werden:
{\displaystyle n=\sum _{k=1}^{N}{a_{k}f(k)}\quad {\rm {mit}}\quad a_{k}\in \{1,-1\}}
Diesen Satz konnte der Mathematiker Yu beweisen.
- Sei {\displaystyle n=9} und {\displaystyle f(k)={\frac {k\cdot (k+1)}{2}}} ein ganzzahliges Polynom. Dann gilt:

{\displaystyle {\begin{array}{rclcl}f(1)&=&{\frac {1\cdot 2}{2}}&=&1\\f(2)&=&{\frac {2\cdot 3}{2}}&=&3\\f(3)&=&{\frac {3\cdot 4}{2}}&=&6\\f(4)&=&{\frac {4\cdot 5}{2}}&=&10\\f(5)&=&{\frac {5\cdot 6}{2}}&=&15\\f(6)&=&{\frac {6\cdot 7}{2}}&=&21\\f(7)&=&\ldots &&\end{array}}}
Somit erhält man
{\displaystyle {\begin{array}{rcl}9&=&f(1)-f(2)+f(3)-f(4)+f(5)\\&=&1-3+6-10+15\end{array}}}
- Sei {\displaystyle n=11} und {\displaystyle f(k)={\frac {k\cdot (k+1)\cdot (k+2)}{6}}} ein ganzzahliges Polynom. Dann gilt:

{\displaystyle {\begin{array}{rclcl}f(1)&=&{\frac {1\cdot 2\cdot 3}{6}}&=&1\\f(2)&=&{\frac {2\cdot 3\cdot 4}{6}}&=&4\\f(3)&=&{\frac {3\cdot 4\cdot 5}{6}}&=&10\\f(4)&=&{\frac {4\cdot 5\cdot 6}{6}}&=&20\\f(5)&=&{\frac {5\cdot 6\cdot 7}{6}}&=&35\\f(6)&=&{\frac {6\cdot 7\cdot 8}{6}}&=&56\\f(7)&=&{\frac {7\cdot 8\cdot 9}{6}}&=&84\\f(8)&=&{\frac {8\cdot 9\cdot 10}{6}}&=&120\\f(9)&=&{\frac {9\cdot 10\cdot 11}{6}}&=&165\\f(10)&=&\ldots &&\end{array}}}
Somit erhält man
{\displaystyle {\begin{array}{rcl}11&=&-f(1)+f(2)+f(3)-f(4)+f(5)-f(6)+f(7)+f(8)-f(9)\\&=&-1+4+10-20+35-56+84+120-165\end{array}}}
- Sei {\displaystyle n=3} und {\displaystyle f(k)=2k^{3}+5k-8} ein ganzzahliges Polynom. Dann gilt:

{\displaystyle {\begin{array}{rclcl}f(1)&=&2\cdot 1^{3}+5\cdot 1-8&=&-1\\f(2)&=&2\cdot 2^{3}+5\cdot 2-8&=&18\\f(3)&=&2\cdot 3^{3}+5\cdot 3-8&=&61\\f(4)&=&2\cdot 4^{3}+5\cdot 4-8&=&140\\f(5)&=&2\cdot 5^{3}+5\cdot 5-8&=&267\\f(6)&=&2\cdot 6^{3}+5\cdot 6-8&=&454\\f(7)&=&\ldots &&\end{array}}}
Somit erhält man
{\displaystyle {\begin{array}{rcl}3&=&f(1)+f(2)-f(3)-f(4)-f(5)+f(6)\\&=&-1+18-61-140-267+454\end{array}}}